# 本田武久
本田 武久（ほんだ たけひさ、1971年（昭和46年）6月24日  - 2012年（平成24年）11月28日）は、日本のテノール歌手。秋田県仙北市出身。

## 来歴
北海道千歳市に生まれる。小学校を青森県三沢市で、中学校・高校時代を秋田県仙北郡角館町（現仙北市）で過ごす。

## 学歴
- 1990年 秋田県立角館高等学校普通科 卒業
- 1995年 山形大学 教育学部特設音楽科 卒業
- 2005年 東京芸術大学 音楽学部声楽科 卒業

## 主なテレビ出演（特集番組）
- 2009年10月、テレビ朝日「発見！人間力」～そして 今日も うたを歌う～
- 2009年12月、AKT秋田テレビ「難病の歌手 思いを歌に」
- 2010年1月、ABS秋田放送「いのちの歌」
- 2010年7月、NHK-BS「歌うことは、生きること」
- 2010年11月、テレビ東京「生きるを伝える」
- 2011年8月、日本テレビ「第34回24時間テレビ～愛は地球を救う～」
- 2012年2月、ABS秋田放送「金曜☆エビス堂」
- 2012年5月、ABS秋田放送「そして 今日も うたを歌う」
- 2012年6月、YBC山形放送 社説放送

## 演奏歴
- 2002年 旧奏楽堂日曜コンサート、歌劇「ジャンニ・スキッキ」（ゲラルド役）出演　ソロ・リサイタル「もし、僕のうたに翼があったなら」開催
- 2003年 日本歌曲の潮流（国際芸術連盟）出演。JILAレーベルよりCD化される
- 2005年 秋田県青少年音楽コンクール 10周年記念演奏会出演
- 2006年 第18回秋田県民芸術祭に特別ゲストとして出演
- 2007年 連続歌曲演奏会開催
- 2008年 つぼみ会創立60周年記念演奏会出演
- 2009年 東京、横浜、海老名、青森、秋田、角館、山形、いわき市にてソロ・リサイタル開催
- 2010年 ソロ・リサイタルの他、ひがしゆり音楽祭、北秋田市芸術祭などのイヴェントに出演。同年6月、日本コロムビアよりデビュー・アルバム「そして 今日も うたを歌う～めぐり逢い～」発売。

## 闘病歴
- 2007年12月右下腿に腫瘍が見つかる。
- 2008年1月生検術により「胞巣状軟部肉腫」と診断される。また、画像検査で両肺への転移が見つかる。
- 2008年2月右下腿腫瘍摘出手術。2008年4月、2009年3月、創部浸出液持続のため、右術後下腿手術創離開。
- 2009年10月、転移・再発のため右下腿腫瘍摘出手術。
- 2010年11月、頭蓋骨転移。サイバーナイフ治療、塞栓術治療を受ける。
- 2011年1月、原発部である右下腿切断手術。同年3月より義足歩行開始。
- 2011年10月、脳転移、サイバーナイフ治療を受ける。
- 2012年3月、脳転移、開頭手術により腫瘍摘出。同年4月、脳転移、サイバーナイフ治療を受ける。5月舌転移、塞栓術を受ける。
- 2012年11月、胞巣状軟部肉腫の為に逝去[5]。